# Aleksander Des Loges
Aleksander Des Loges (ur. 1868 we Lwowie, zm. po 1926) – polski prawnik, urzędnik państwowy Austro-Węgier i II Rzeczypospolitej, wojewoda stanisławowski 1925-1926.

## Życiorys
Ukończył studia na Wydziale Prawa Uniwersytetu Lwowskiego. Od 1896 pracował w administracji austro-węgierskiej w Galicji, początkowo jako komisarz we lwowskiej Dyrekcji Policji, a później w Namiestnictwie we Lwowie jako komisarz powiatowy. Od 1906 był kolejno starostą: podhajeckim, żydaczowskim, brodzkim, kamioneckim, skolskim i drohobyckim.
Po odzyskaniu niepodległości przez Polskę został starostą stryjskim, następnie zajmował to stanowisko równocześnie w powiecie chrzanowskim i oświęcimskim (powierzono mu nadzór nad całym tamtejszym zagłębiem węglowym). 5 października 1923 mianowany dyrektorem Departamentu Bezpieczeństwa w Ministerstwie Spraw Wewnętrznych. Od 4 września 1924 wicewojewoda stanisławowski, od 18 sierpnia 1925 do  25 października 1926 wojewoda stanisławowski. Dalsze losy nieznane.

## Odznaczenia
austro-węgierskie
- Kawaler Orderu Franciszka Józefa (1916)[1][3].
- Brązowy Medal Jubileuszowy Pamiątkowy dla Sił Zbrojnych i Żandarmerii[1].
- Medal Jubileuszowy Pamiątkowy dla Cywilnych Funkcjonariuszów Państwowych[1].
- Krzyż Jubileuszowy dla Cywilnych Funkcjonariuszów Państwowych[1].
- Honorowy obywatel Żydaczowa (przed 1918)[1].